# Paradosso dell'area scomparsa

Il paradosso dell'area scomparsa è un paradosso geometrico in cui la ridisposizione di una serie di tessere per semplice traslazione e rotazione sembra modificare la superficie totale delle tessere.
Le due figure sono composte dalle stesse tessere di uguale superficie, come si può constatare contando i quadrati della griglia.
Due triangoli con base ed altezza identiche hanno la stessa area. Ci si trova nella situazione paradossale in cui la somma di quantità uguali dà risultati differenti. In realtà, le due figure non sono davvero triangoli, ma sembrano tali per un effetto ottico; la prima è, di fatto, un quadrilatero, come spiegato più avanti nella soluzione, e similmente la seconda (oltre al quadratino "vuoto").
Secondo Martin Gardner il rompicapo espresso in questa forma fu inventato nel 1953 da Paul Curry, un prestigiatore di New York, universalmente noto per essere l'autore di uno dei più semplici e straordinari giochi di prestigio con le carte, il celebre Out of this world. Nonostante questo, il principio delle evanescenze geometriche è conosciuto almeno fino dal 1860 circa.

## Soluzione
Il paradosso viene a cadere quando si constata che le due figure rappresentate non sono triangoli ma quadrilateri. Nella prima costruzione l'angolo è leggermente maggiore di 180° e la figura è concava. Nella seconda disposizione l'angolo è minore di 180° e la figura è convessa. L'area pari alla differenza tra i due casi equivale all'area del quadrato vuoto.